# Valpasser

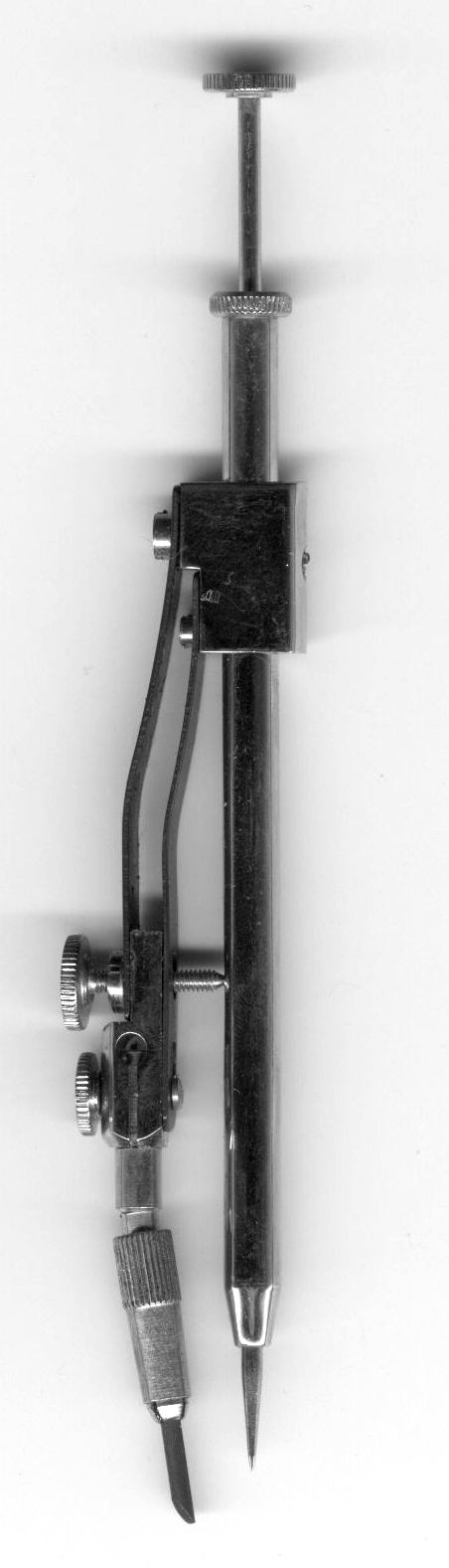
Valpasser.

Een valpasser of orillonpasser bestaat uit een doorgaande metalen pin die zowel verschuifbaar als draaibaar in een huls zit met bovenaan een afgeplat gedeelte voor het hanteren. Aan de huls zit een houder voor een potloodstiftje gemonteerd met behulp van veerkrachtige stripjes en een stelschroef. Met de stelschroef kan de straal van de te tekenen cirkel (of cirkelboog) nauwkeurig worden afgesteld. Deze passer is dus speciaal ontworpen om kleine cirkels die niet of moeilijk met een gewone passer getekend kunnen worden toch goed te kunnen tekenen.
De stifthouder kan verruild worden voor een trekpen, waarmee de cirkeltjes met inkt getekend kunnen worden. 